# Jean-François Goupilleau
Jean-François Goupilleau, známý jako Goupilleau de Fontenay (25. července 1753 Apremont-sur-Vie (Vendée) – 11. října 1823 Montaig (Vendée) byl francouzský notář a politik.

## Životopis
Jeho otec pocházel ze staré buržoazní rodiny Bas-Poitou a byl notářem v Apremontu. Jean Goupilleau byl desátým z dvanácti dětí. Vystudoval práva v Poitiers a v roce 1774 se přihlásil do dragounského pluku. V roce 1776 opustil Lauzunský pluk, pokračoval v právech v Paříži a v roce 1780 se usadil jako notář v Montaigu ve Vendée.
V roce 1789 se svým bratrancem sepsal seznam stížností třetího stavu na panství Montaigu a zúčastnil se jako volič na schůze tří stavů v Poitiers pro volby do generálních stavů a 16. března 1789 byl zvolen poslancem za senešalství Poitiers do generálních stavů, kde zasedal mezi poslanci třetího stavu od 26. března 1789.
Protože byl v době přísahy v míčovně nemocný, nechal se do míčovny odnést v křesle, aby zde složil přísahu, ale na obrazu Jacquese-Louise Davida ho není možné identifikovat.
Účastnil se projednávání srpnových dekretů. Hájil svobodu petičního práva a v září 1790 také přesun chef-lieu Vendée do La Roche-sur-Yon. Téhož roku se přestěhoval do Fontenay-le-Comte, které si přidal ke svému jménu, aby se odlišil od svého bratrance, známého jako de Montaigu. V roce 1791 se postavil proti volebnímu censu a vystupoval proti kněžím odmítajícím ústavu, šlechticům a emigrantům.
Změnou Ústavodárného shromáždění na Zákonodárné shromáždění skončilo jeho funkční období 30. září 1791. Vzhledem k tomu, že poslanci nemohli být zvoleni do Zákonodárného sboru, byl jmenován úředníkem trestního soudu ve Vendée ve Fontenay.
V listopadu 1791 byl zvolen prezidentem "Italské společnosti přátel Ústavy ve Vendée", která šířila revolučního ducha v departementu, a v prosinci se stal plukovníkem národních gard a dobrovolníků města a čtvrti Fontenay.
Dne 3. září 1792 byl zvolen poslancem Národního konventu. Seděl na lavici spolu s montagnardy, ale častěji působil jako reprezentant na misi. Protože byl v lednu 1793 poslán do Varu, byl nepřítomen začátku procesu s Ludvíkem XVI. Hlasoval však pro vinu, proti odvolání, za trest smrti a proti odkladu. Poté byl poslán do Loir-et-Cher a Indre-et-Loire, kde organizoval hromadné odvody.
Dohlížel ve Vendée (6. dubna), v armádě pobřeží La Rochelle (30. dubna), v Allier, Puy-de-Dôme, Haute-Loire, Corrèze, Cantal, Creuse na mimořádný odvod kavalérie (8. října). Během své mise na Západě obvinil Westermanna ze zbytečného rabování a sesadil Rossignola. Ten se ale odvolal ke Konventu. Rossignol zůstal ve své funkci a Goupilleau byl odvolán. Protože se nedokázal obhájit, už se u jakobínů neobjevil a vystoupil jako jeho bratranec Philippe-Charles de Montaigu proti Robespierrovi během Thermidorského převratu.
V září 1794 vstoupil do Výboru pro všeobecnou bezpečnost a propustil řadu vězňů. Také nechal uvěznit Rossignola, kterého propustil Výbor pro veřejné blaho.
Dne 8. listopadu 1794 byl poslán do armády Pyrénées-Orientales a hrál roli v mírových jednáních se Španělskem. Po svém návratu do Paříže požadoval 25. září 1795 represivní zákony proti tisku. Byl asistentem Paula Barrase, aby bránil Konvent během monarchistického povstání 13. vendémiairu (5. října 1795).
Dne 13. října 1795 byl zvolen zástupcem Vendée do Rady starších. Hlasoval pro snížení daní pro západní departementy, které trpěly občanskou válkou.
Nebyl znovu zvolen v roce 1797. Protože zůstal bez prostředků, získal místo správce zastavárny v Paříži, které si udržel až do Restaurace.
Protože byl postižen zákonem z 12. ledna 1816, který trestal  královrahy, odešel do exilu do Bruselu, poté do Lutychu. V roce 1819 získal povolení k návratu do Francie a usadil se se svým bratrancem v Montaigu, kde se staral o botaniku a pěstování tulipánů. Zemřel 11. října 1823.